# Rich Vogler
Richard Frank Vogler (ur. 26 lipca 1950 roku w Chicago, zm. 21 lipca 1990 roku w Salem) – amerykański kierowca wyścigowy.

## Kariera
Vogler rozpoczął karierę w międzynarodowych wyścigach samochodowych w 1971 roku od startów w USAC National Midget Series, gdzie jednak nie zdobywał punktów. W późniejszym okresie Amerykanin pojawiał się także w stawce NAMARS National Midget Championship, USAC National Silver Crown, USAC Mini-Indy Series, USAC National Sprint Car Series, USAC Gold Crown Championship, CART Indy Car World Series, Indianapolis 500, Amerykańskiej Formuły Super Vee Robert Bosch/Valvoline Championship, All Star Circuit of Champions - Sprintcars, Annual Belleville Midget Nationals, USAC Coors Light Silver Bullet Series oraz World of Outlaws.
W CART Indy Car World Series Carter startował w latach 1982-1983, 1985-1990. Najlepszy wynik Amerykanin osiągnął w 1989 roku, kiedy z dorobkiem pięciu punktów został sklasyfikowany na 25 pozycji w końcowej klasyfikacji kierowców.